# Imbecilla tera
Imbecilla tera är en insektsart som beskrevs av Irena Dworakowska 1981. Imbecilla tera ingår i släktet Imbecilla och familjen dvärgstritar. Inga underarter finns listade i Catalogue of Life.